# Antonina Nowosielska

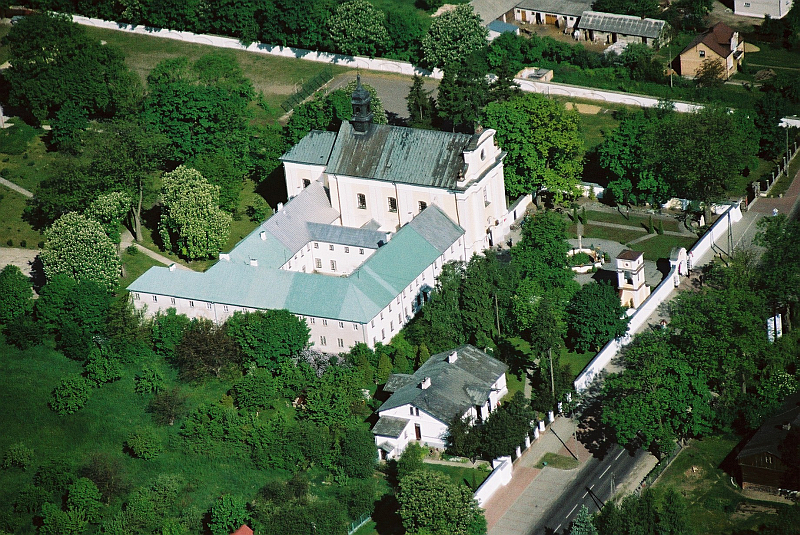
Widok na zespół klasztorno-kościelny w Siennicy wybudowany przez Kazimierza, Marię Antoninę i ich syna Michała Rudzińskiego

Maria Antonia Nowosielska (ur. ok. 1690 na Podlasiu, zm. 1758 w Siennicy) – córka Jana Nowosielskiego herbu Ślepowron, posła 1696, łowczego mielnickiego (1682–1691), stolnika podlaskiego (1691–1699), starosty łukowskiego (1699–1711) i Anny Widlicz-Domaszewskiej z Domaszewnicy h. Nieczuja ur. ~1640 roku, siostra Jana Nowosielskiego (konfederata barskiego zm. w 1778 roku), małżonka Kazimierza Rudzińskiego h. Prus, posiadali syna Michała Kazimierza Rudzińskiego, (ur. 14 maja 1730 roku - zm. 8 maja 1764 roku) senatora, wojewodę mazowieckiego w latach 1760–1764, starostę żydaczowskiego i chęcińskiego, pułkownika wojsk koronnych od 1754 roku.
Maria Antonina kontynuując rodzinną filantropie Nowosielskich prowadziła działalność dobroczynną w ziemi mielnickiej i mazowieckiej wspierając ubogie środowiska żydowskie. Około roku 1730 u zbiegu ulic Mazowieckiej i Świętokrzyskiej w Warszawie wybudowano pałac Kazimierza Rudzińskiego i jego żony Antoniny Nowosielskiej, wojewody mazowieckiego, od którego godności ulica otrzymała nazwę.
W latach 1740–1742 Antonina wybudowała wraz z mężem Kazimierzem Rudzińskim dwór w Pogorzeli zaprojektowany przez architektów: Antoniego Solari nadwornego architekta królewskiego oraz Symeona Gaygiera.

## Działalność dobroczynna
- Kościół Ofiarowania Najświętszej Maryi Panny w Siennicy oraz przylegający do niego czteroskrzydłowy klasztor, tworzący zwarty kompleks reformatorów wraz ze znajdującą się w nim kryptą grobową mauzoleum książąt zostały wybudowane w latach ~ 1749 roku, Kazimierz Rudziński, wojewoda mazowiecki i właściciel Siennicy z żoną Antoniną Nowosielską po 1749 roku ufundowali[4] reformatom budowę kompleksu zabudowań klasztornych konsekrowanego w 1761 r. W zachodnią ścianę prezbiterium została wmurowana urna z sercem Kazimierza Rudzieńskiego. W podziemiach umieszczono trumny ojców reformatów i fundatorów świątyni[5]. Wizerunki fundatorów w obrazach - półpostaci, dobrze zachowane, zostały umieszczone w osobnych pomieszczeniach[6].
- Po 1750 roku miejscowość Żeliszew zmieniła nazwę na Jeruzal, tutaj wzniesiono zespół kościelny, p.w. św. Wojciecha w Jeruzalu, który został wpisany do Rejestru Zabytków w dniu 9 czerwca 1958 r. Ufundowany przez rodzinę Kazimierza i Antoniny z Nowosielskich oraz ich syna senatora Michała Rudzińskiego.